# محوطه چهل سرا
محوطه چهل سرا مربوط به دوره ساسانیان است و در شهرستان ساری، بخش چهاردانگه، دهستان چهاردانگه، روستای بالاده واقع شده و این اثر در تاریخ ۲۶ اسفند ۱۳۸۶ با شمارهٔ ثبت ۲۲۰۰۷ به‌عنوان یکی از آثار ملی ایران به ثبت رسیده‌است.